# ウェルカム (ノースカロライナ州)
ウェルカム（英: Welcome）は、アメリカ合衆国のノースカロライナ州デイビッドソン郡にある国勢調査指定地域 (CDP) 。人口は4,131人（2020年国勢調査）。リチャード・チルドレス・レーシングの本拠地として全米に知られる。町の標語は「ウェルカムへようこそ。フレンドリーな場所」 (Welcome to Welcome, A Friendly Place) で、ウェルカムサインにも表記されている。近隣の町としてミッドウェイやアルカディア、レキシントンがある。

## 歴史
ベウラ・キリスト教会墓地、グッドホープ・メソジスト教会墓地、ワゴナー墓地が国家歴史登録財となっている。

## 地理
アメリカ合衆国国勢調査局によると、ウェルカムの総面積は24平方キロメートルで、そのうち全域を陸地が占める。

## 人口統計
2020年国勢調査によると、ウェルカムには4,131人、1,612世帯、1,095家族が居住していた。
| 人種                                       | 人数  | 割合   |
| ------------------------------------------ | ----- | ------ |
| 白人（ヒスパニックを除く）                 | 3,540 | 85.69% |
| アフリカ系アメリカ人（ヒスパニックを除く） | 145   | 3.51%  |
| ネイティブ・アメリカン                     | 12    | 0.29%  |
| アジア系                                   | 64    | 1.55%  |
| 太平洋諸島系                               | 1     | 0.02%  |
| その他・混血                               | 211   | 5.11%  |
| ヒスパニック・ラティーノ                   | 158   | 3.82%  |

## 教育
ノース・デービッドソン高校、ノース・デービッドソン中学校、ウェルカム小学校がある。

## メディア
WUNM-FMというラジオ局がある。

## ゆかりの人物
- ボニータ・ブラウン - ウィンストン＝セーラム大学総長
- オースティン・ディロン - NASCARのドライバー
- タイ・ディロン - NASCARのドライバー
- オースティン・ベック - バスケットボール選手